# Lagarotis nivalis
Lagarotis nivalis är en stekelart som först beskrevs av Per Abraham Roman 1939.  Lagarotis nivalis ingår i släktet Lagarotis och familjen brokparasitsteklar. Arten är reproducerande i Sverige. Inga underarter finns listade i Catalogue of Life.